# Коронаційне курча
«Коронаційне курча» (англ. Coronation chicken) — англійський салат або бутербродна паста з холодного курятини, карі та спецій, а також соусу на основі майонезу. Страви під назвою «коронаційне курча» часто продаються у супермаркетах Великої Британії готовими до вживання.

## Приготування
Курчата відварюються до готовності з морквою, невеликою кількістю вина, чебрецем, лавровим листком, петрушкою та горошинами чорного перцю. М'ясо знімається з кісток, подрібнюється, поєднується з соусом. Зазвичай використовується простий рецепт соусу: майонез, порошок каррі, сік та цедра лайма, спеції на смак. Серед інгредієнтів соусу трапляються курага, манго, апельсин, родзинки. В оригінальному рецепті, за яким страва готувалася в 1953 році, соус готується з сушених абрикосів, пасерованої цибулі, приправи карі, томатної пасти, сухого червоного вина, майонезу, жирних вершків або крем-фрешу, лимона, цукру, солі. Завдяки порошку карі страва набуває жовтого кольору. Подається із рисом.

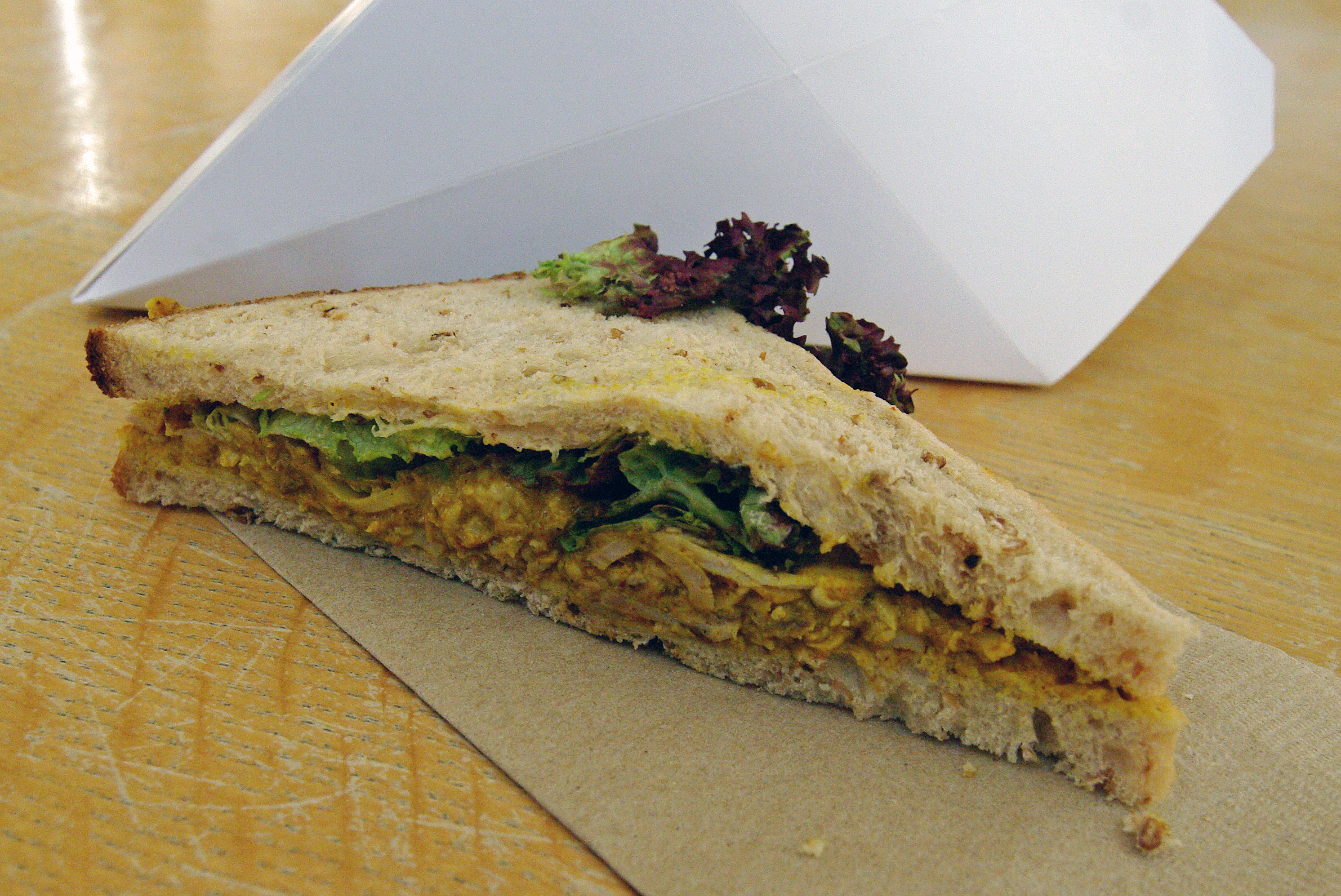
Розфасований сендвіч з «коронаційним курчам»

## Історія
Винахід «коронаційного курчати» приписують викладачам лондонської кулінарної школи Le Cordon Bleu, авторам кулінарних книг Констанс Спрай та Розмарі Г'юм. Готуючи їжу для бенкету на честь коронації королеви Єлизавети II в 1953 році, Спрай запропонувала рецепт з холодним м'ясом курчати та соусом карі, який пізніше став відомий як Коронаційне курча. Страва поєднувала у собі відразу кілька важливих якостей. По-перше, вона було досить простою і цілком відповідала духу повоєнної Англії, яка нещодавно скасувала продуктові картки. По-друге, нескладним у приготуванні їм можна було нагодувати тисячі гостей, запрошених на коронацію Єлизавети II.
«Коронаційне курча», можливо, був варіантом «ювілейного курча», страви, приготованої до срібного ювілею Георга V у 1935 році, в якому курка була змішана з майонезом та карі. Крім того, для Золотого Ювілею королеви Єлизавети II в 2002 році була винайдена ще одна версія Ювілейного курчати (курки). Соус являв собою суміш крем-фрешу та майонезу, з лаймом та імбиром; курку також маринують з додаванням лайма та імбиру, перш ніж змішати із соусом.
У 2012 році для святкування діамантового ювілею Єлизавети II (60-річчя правління) знаменитий британський кухар Хестон Блюменталь створив нову варіацію «коронаційного курчати» — «Diamond Jubilee chicken».